# Molophilus (Molophilus) quadristylus
Molophilus (Molophilus) quadristylus is een tweevleugelige uit de familie steltmuggen (Limoniidae). De soort komt voor in het Neotropisch gebied.